# Туймазы
Туймазы́ (баш. МФА: Туймазыо файле) — город в Республике Башкортостан Российской Федерации. Административный центр Туймазинского района. Образует муниципальное образование город Туймазы со статусом городского поселения.

## Физико-географическая характеристика

### Географическое положение
Город расположен на западе Башкортостана. Является крупным многоотраслевым промышленным, культурным и научным центром Республики. Расположен в Предуральской зоне (Бугульминско-Белебеевская возвышенность), на левом берегу реки Усени. В черте города впадают ручей Туймазинка и река Агир. Город находится вблизи федеральной трассы М-5 «Урал».
| С-З | Санкт-Петербург ~ 1903 км Казань ~ 385 км | Нефтекамск ~ 241 км Набережные Челны ~ 204 км | Бирск ~ 284 км Тюмень ~ 1008 км | С-В |
| З   | Москва ~ 1215 км Ульяновск ~ 449 км       | Роза ветров                                   | Уфа 180 км                      | В   |
| Ю-З | Самара ~ 303 км Бугуруслан ~ 157 км       | Оренбург ~ 399 км Белебей ~ 77 км             | Стерлитамак ~ 223 км            | Ю-В |

### Часовой пояс
Туймазы находится в часовой зоне МСК+2. Смещение применяемого времени относительно UTC составляет +5:00.
Разница во времени с соседней Республикой Татарстан составляет +2 часа.

### Климат
Климат умеренно континентальный.
- Среднегодовая температура воздуха — +4,3 °C;
- Относительная влажность воздуха — 67,2 %;
- Средняя скорость ветра — 3,6 м/с;

| Показатель                    | Янв.  | Фев. | Март | Апр. | Май  | Июнь | Июль | Авг. | Сен. | Окт. | Нояб. | Дек.  | Год  |
| ----------------------------- | ----- | ---- | ---- | ---- | ---- | ---- | ---- | ---- | ---- | ---- | ----- | ----- | ---- |
| Абсолютный максимум, °C       | 0     | 0    | 4    | 20   | 27   | 31   | 32   | 32   | 27   | 18   | 7     | 1     | 16,6 |
| Средний суточный максимум, °C | −6    | −5   | −1   | 10   | 18   | 23   | 25   | 23   | 17   | 9    | 0     | −5    | 9    |
| Средняя температура, °C       | −11,2 | −11  | −5,9 | 4,6  | 13,8 | 19,1 | 20,9 | 18,3 | 12,5 | 4,5  | −4,8  | −10,4 | 4,3  |
| Средний суточный минимум, °C  | −15   | −14  | −7   | 1    | 7    | 12   | 14   | 12   | 8    | 2    | −5    | −12   | 0,2  |
| Абсолютный минимум, °C        | −27   | −27  | −19  | −8   | 0    | 4    | 8    | 6    | 0    | −4   | −15   | −24   | 8,8  |
| Норма осадков, мм             | 25    | 23   | 25   | 33   | 44   | 59   | 49   | 51   | 45   | 47   | 34    | 32    | 38,9 |
| Источник: Погода и климат     |       |      |      |      |      |      |      |      |      |      |       |       |      |

| Количество солнечных дней | Количество солнечных дней | Количество солнечных дней | Количество солнечных дней | Количество солнечных дней | Количество солнечных дней | Количество солнечных дней | Количество солнечных дней | Количество солнечных дней | Количество солнечных дней | Количество солнечных дней | Количество солнечных дней | Количество солнечных дней | Количество солнечных дней |
| Месяц                     | Янв                       | Фев                       | Мар                       | Апр                       | Май                       | Июн                       | Июл                       | Авг                       | Сен                       | Окт                       | Ноя                       | Дек                       | Год                       |
| Количество солнечных дней | 1                         | 1                         | 0.6                       | 3.6                       | 7.1                       | 8.1                       | 9.2                       | 8                         | 5.5                       | 3.7                       | 2.1                       | 1.9                       | 4.3                       |
| ------------------------- | ------------------------- | ------------------------- | ------------------------- | ------------------------- | ------------------------- | ------------------------- | ------------------------- | ------------------------- | ------------------------- | ------------------------- | ------------------------- | ------------------------- | ------------------------- |

| Климатограмма Туймазов                                          | Климатограмма Туймазов | Климатограмма Туймазов | Климатограмма Туймазов | Климатограмма Туймазов | Климатограмма Туймазов | Климатограмма Туймазов | Климатограмма Туймазов | Климатограмма Туймазов | Климатограмма Туймазов | Климатограмма Туймазов | Климатограмма Туймазов |
| --------------------------------------------------------------- | ---------------------- | ---------------------- | ---------------------- | ---------------------- | ---------------------- | ---------------------- | ---------------------- | ---------------------- | ---------------------- | ---------------------- | ---------------------- |
| Я                                                               | Ф                      | М                      | А                      | М                      | И                      | И                      | А                      | С                      | О                      | Н                      | Д                      |
| 25 −6 −15                                                       | 23 −5 −14              | 25 −1 −7               | 33 10 1                | 44 18 7                | 59 23 12               | 49 25 14               | 51 23 12               | 45 17 8                | 47 9 2                 | 34 0 −5                | 32 −5 −12              |
| Температура в °C • Сумма осадков в мм Источник: Погода и климат |                        |                        |                        |                        |                        |                        |                        |                        |                        |                        |                        |

## Название
По одной из версий, в одной из окрестных деревень жил бай Мазы. Согласно преданию, он собрался жениться и место для свадьбы выбрал на берегу р. Усени. С тех пор эта местность и, соответственно, в последующем город, стали называться Туймазами, что в переводе с башкирского означает «свадьба» (туй).
Согласно второй версии, название города слагается из двух слов — туй («свадьба»), маза («хлопоты»). Таким образом, по указанному толкованию, значение слова Туймаза следует понимать как «свадебные хлопоты».
По сохранившимся преданиям, эти земли ранее принадлежали баю Атнагулу. Сохранилось его письмо к своему брату Туктогулу, земли которого находились на месте нынешнего села Туктагулова. В письме он просит в засушливый год спасти скот и пчёл: «Мои земли в этом году не насытились влагой. С начала лета не было дождей». Таким образом, указанное предание отражает также содержание топонима Туймазы.
Другое объяснение: пчелиная дорога (на языке коми мази — «пчела», туй — «дорога»). На языке эрзя Туи — «уходит», мазы — «красивый»; так могли называться речка Туймазинка и окружающий её пейзаж, название которых, означающее «уходит красивый», передалось и населённому пункту, на ней основанному — Старые Туймазы, а от него, возможно, так стал называться и город Туймазы. Многие названия в Башкортостане, как и в Средней полосе России, имеют финно-угорские корни. В то же время пчеловодство является исконным промыслом башкир.
Более правдоподобной следует признать версию доктора геолого-минералогических наук, профессора Г. В. Вахрушева. На реке Ик с западной стороны с древних пор известна пещера Керез Тишек («сотовая дыра»). Окрестности пещеры усеяны провальными воронками, которые поглощают все поверхностные воды. Поэтому, видимо, из двух речушек на водоразделе древние жители одну называли Туймазы («ненасытная»), а другую — Ютазы («проглатывающая»). Позднее названиями этих речушек назвали и селения Туймазы и Ютазы.
Туймас — типично распространённое тюркское имя в древности и означает «Ненасытный» — так называли грудничков, которые не наедались материнским молоком. Также существует версия, что слово Туймас переводится как Туй — «свадьба» и араб. ماس Мас — «бриллиант», то есть означает «Свадебный бриллиант», и ребёнок воспринимался как подарок на свадьбу от мужа. От имени Туймасы могут происходить фамилии: Туймасов, Туймасханов, Туймаев, Туйманов, Туймаков, Туйматов, Туймендеев, Туймекеев, Туйметов, Туймешев, Туймишин, Туймурзин, Туймухин, Туймухаматов, Туймурзин, Туймуллин, Туймятов и другие.

## История
В XIX веке территорию нынешнего города пересекал Казанский тракт, связывающий Уфу с Бугульмой и Казанью. Тракт шёл от Япрыка в направлении Аднагулова. История города начинается со строительства мельницы в 1911 году на берегу реки Усень, у подножия Красной горки, которая привлекла крестьян из окрестных деревень. Это послужило тому, что поселение возле неё окрепло. Существенные изменения произошли после 1912 года, когда началось строительство железной дороги Симбирск — Уфа, проходившей через Туймазы, а также с начала освоения месторождений нефти, относящихся к нефтеносным горизонтам Поволжско-Уральского региона. Летом 1914 года была достроена Волго-Бугульминская железная дорога, по которой впервые прошли эшелоны с царскими войсками и грузом, отправлявшиеся на войну. Первыми поселенцами в новом посёлке были семьи железнодорожных рабочих, к 1917 году в посёлке проживало 46 людей. Во время гражданской войны шли тяжёлые бои за участок железной дороги возле станции Туймазы.
Новый импульс город Туймазы получил в 1960—1970 годы советского периода, когда в нём появились крупные заводы: геофизического оборудования и аппаратуры, медицинского стекла, технического углерода, газоперерабатывающий и химического машиностроения, «Химмаш», фарфоровый завод, завод автобетоновозов, в 1983 году дала первую продукцию фабрика нетканых материалов.

## Население
| 1939    | 1959    | 1967    | 1970    | 1979    | 1986    | 1987    | 1989    | 1992    | 1996    |
| ------- | ------- | ------- | ------- | ------- | ------- | ------- | ------- | ------- | ------- |
| 9220    | ↗22 996 | ↗31 000 | ↗36 721 | ↗43 658 | ↗52 000 | ↗54 000 | ↗58 408 | ↗60 800 | ↗63 700 |
| 1998    | 2000    | 2001    | 2002    | 2003    | 2005    | 2006    | 2007    | 2008    | 2009    |
| →63 700 | ↘63 400 | ↘63 200 | ↗66 687 | ↗66 700 | ↘66 300 | ↘65 900 | ↘65 600 | ↗65 706 | ↗65 750 |
| 2010    | 2011    | 2012    | 2013    | 2014    | 2015    | 2016    | 2017    | 2018    | 2019    |
| ↗66 836 | ↘66 800 | ↗66 924 | ↗67 088 | ↗67 587 | ↗68 037 | ↗68 340 | ↗68 410 | ↘68 256 | ↗68 587 |
| 2020    | 2021    | 2022    | 2023    | 2024    | 2025    |         |         |         |         |
| ↘68 246 | ↗68 349 | ↘68 184 | ↗68 379 | ↘67 807 | ↘67 209 |         |         |         |         |

На 1 января 2025 года по численности населения город находился на 239-м месте из 1124 городов Российской Федерации.

##### Уровень жизни населения
Сохранилась положительная тенденция роста среднемесячной заработной платы работников по крупным и средним предприятиям (с учётом филиалов). За 2018 год среднемесячная заработная плата составила 32 336 рублей, что на 12,8 % выше показателя за предшествующий год.

##### Занятость
В 2018 году субъектами предпринимательства создано около 300 рабочих мест. За 2018 год среднесписочная численность работников по крупным и средним предприятиям (с учётом филиалов) по всем видам экономической деятельности составила 20 627 человек, или уменьшилась на 5,8 % по сравнению с предшествующим годом.

### Национальный состав
Согласно Всероссийской переписи населения 2010 года: татары — 46,8 %, русские — 25,2 %, башкиры — 22 %, марийцы — 2,1 %, чуваши — 1,7 %, лица других национальностей — 2,2 %.
По итогам переписи населения 2020 года проживали следующие национальности (национальности менее 0,1 % и другое см. в сноске к строке «Другие»):
| Национальность | Численность, чел. | Доля     |
| -------------- | ----------------- | -------- |
| Татары         | 26 717            | 39,09 %  |
| Башкиры        | 22 282            | 33,6 %   |
| Русские        | 16 321            | 23,88 %  |
| Марийцы        | 955               | 1,4 %    |
| Чуваши         | 678               | 0,99 %   |
| Мордва         | 366               | 0,62 %   |
| Узбеки         | 162               | 0,24 %   |
| Азербайджанцы  | 129               | 0,19 %   |
| Украинцы       | 128               | 0,19 %   |
| Немцы          | 99                | 0,14 %   |
| Таджики        | 92                | 0,13 %   |
| Другие         | 834               | 1,22 %   |
| Итого          | 68 349            | 100,00 % |

### Языковой состав
Согласно Всероссийской переписи населения 2010 года родными языками населения являлись:
татарский — 50,2 %, русский — 36,5 %, башкирский — 8,8 %, марийский — 1,5 %, чувашский — 1 %.

## Местное самоуправление
Председатель совета городского поселения: Терегулов Флорид Шамилевич
Глава администрации городского поселения: с 2016 — Рахматуллин Эдуард Венерович

## Экономика
По данным Башкирстата за 2018 год по итогам деятельности предприятиями города и района была получена прибыль в размере 39,38 млн рублей, за 2017 год был получен убыток в размере 361,67 млн руб. Доля убыточных предприятий по району составила 20 %, что на 3,2 % ниже показателя по Республике. Объём инвестиций по крупным и средним предприятиям (с учётом филиалов) за 2018 год составил 2 072,4 млн рублей; по сравнению с предшествующим годом снижение составило 476,3 млн рублей или 18,7 %.
«Лучшими предпринимателями республики 2018 года» признаны Марат Шайдуллин (ООО «Риапласт»), Олег Фаррахов (ООО КФХ «Туймазыагрогриб»), Станислав Гайнутдинов (ООО «НефтеМашАвтоматика»). Победителями и призерами международных специализированных выставок являются туймазинские предприятия: «Инвестконсалтинг», «РаушБиер», мясокомбинат «САВА», «Фабрика сладостей», ООО «НижГеоКомплект».
Ведущие предприятия города Туймазы: ОАО «Картонно-бумажный комбинат», АО «Уралтехнострой-Туймазыхиммаш», ОАО «Туймазытехуглерод», ПАО «Туймазинский завод автобетоновозов», ИП Павлов А. С., Мясокомбинат «САВА».

## Образование

### Средние специальные учебные заведения
- Туймазинский педагогический колледж;
- Туймазинский медицинский колледж;
- Туймазинский индустриальный колледж;
- Туймазинский юридический колледж.
- Туймазинский нефтехимический университет

### Средние учебные заведения
- Школа № 1;
- Школа № 2;
- Школа № 3;
- Школа № 4;
- Школа № 5;
- Школа № 6;
- Школа № 7;
- Школа № 8;
- Школа № 9;
- Школа № 9;
- Гимназия № 1;
- Спортивная школа-интернат № 1[33];
- Спортивная школа № 2.

## Культура

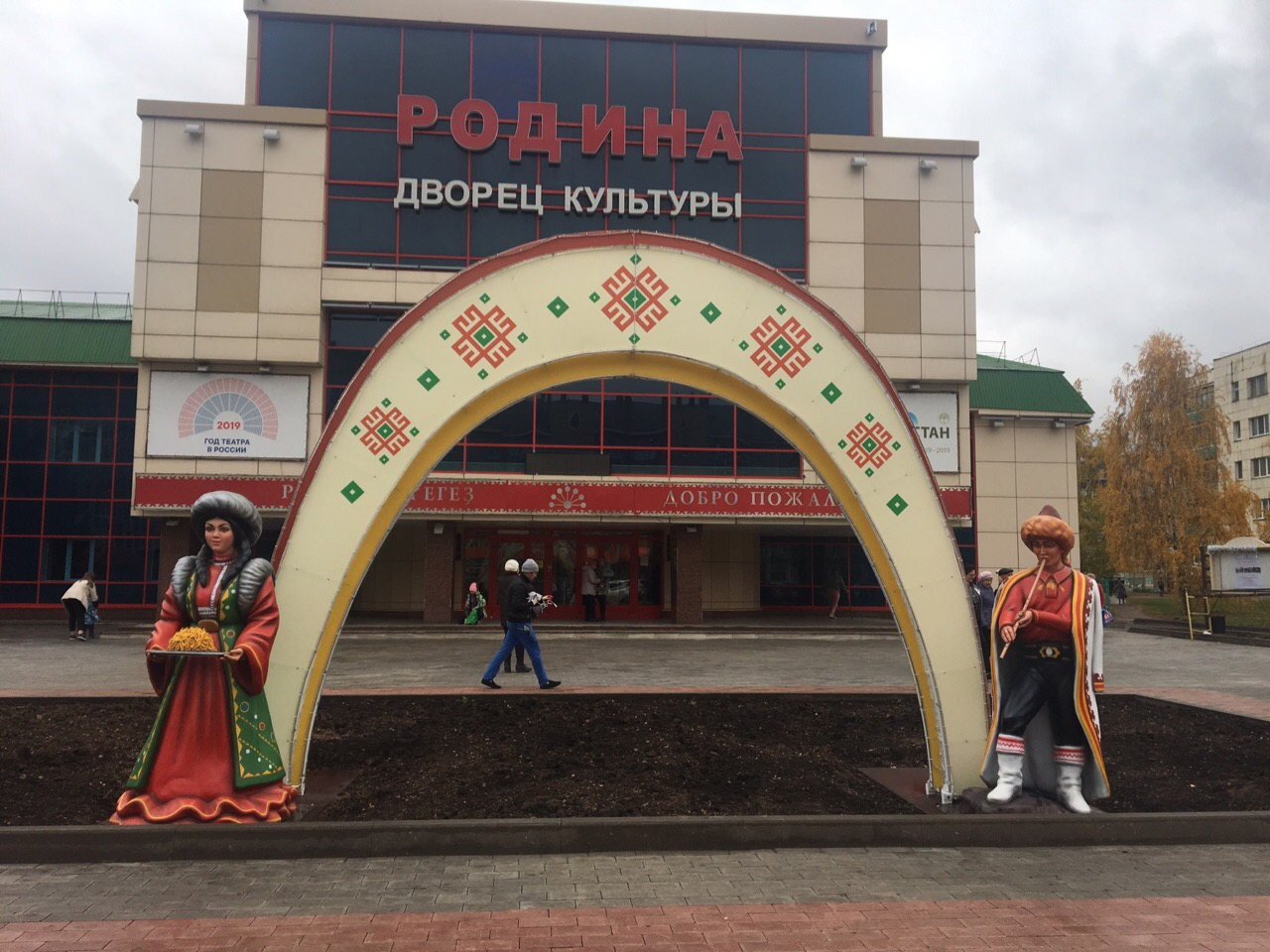
Дворец культуры «Родина»

Сеть учреждений культуры представлена: 15 культурно-досуговых учреждений (Дворец культуры «Родина» ГП г. Туймазы, музыкальная школа, художественная школа; 4 библиотеки, ГАУКиИ РБ Туймазинский татарский государственный драматический театр; МУП «Центральный парк культуры и отдыха» г. Туймазы; историко-краеведческий музей, кинотеатр, дом детского и юношеского творчества.
Есть ансамбль танца «Сафар» — неоднократный победитель международных, всероссийских, республиканских танцевальных конкурсов и фестивалей.
В Туймазах проводятся культурные мероприятия — Открытый республиканский фестиваль народной хореографии «Хоровод дружбы» и Межрегиональный конкурс протяжной песни «Оҙон көй».

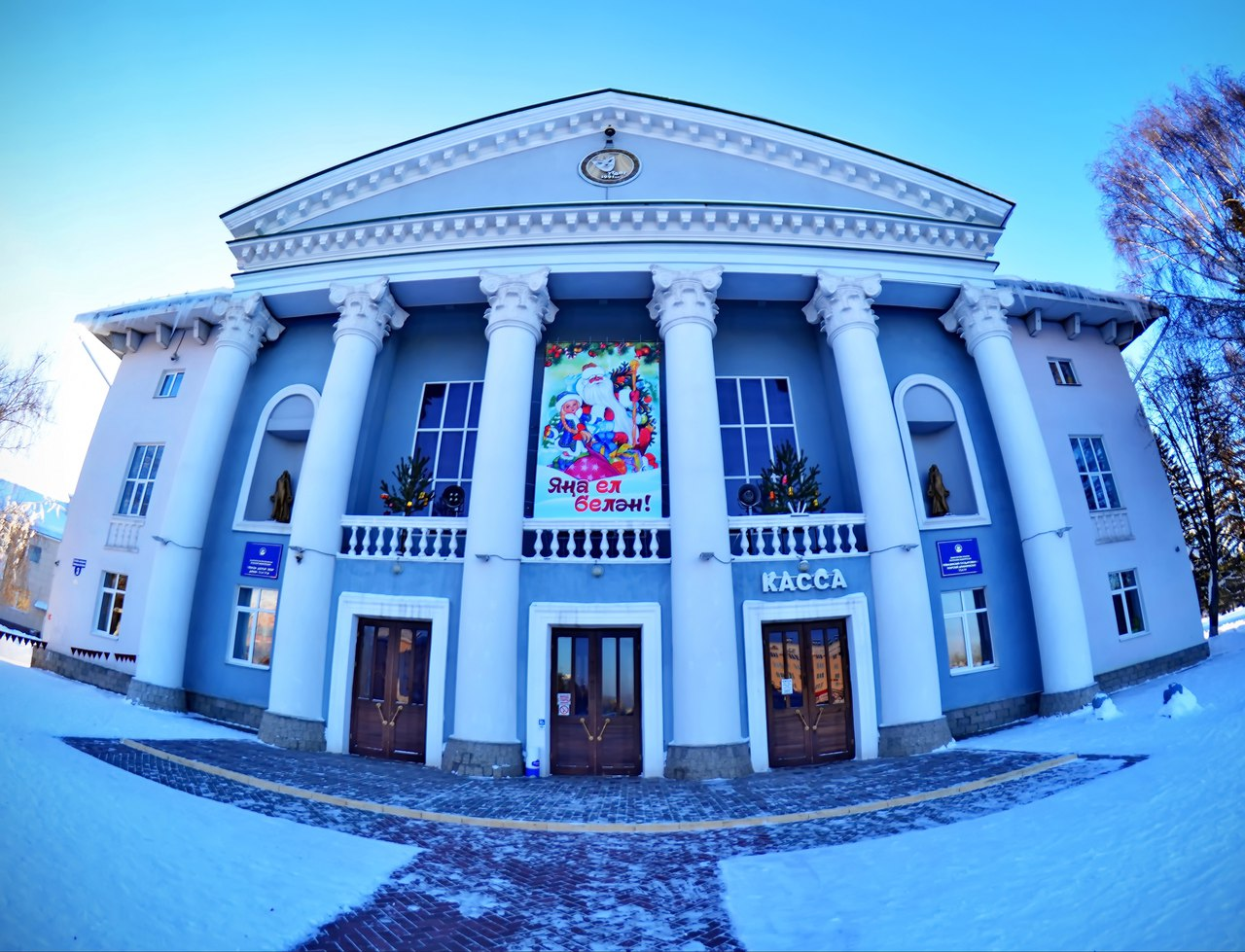
Туймазинский татарский драматический театр

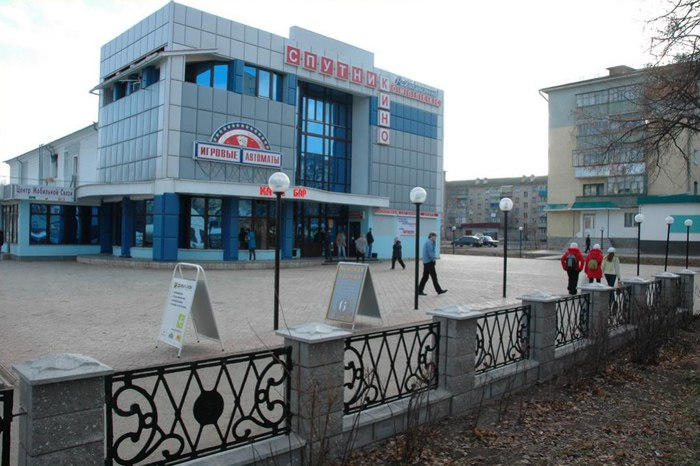
Кинокомплекс «Спутник»

## Спорт

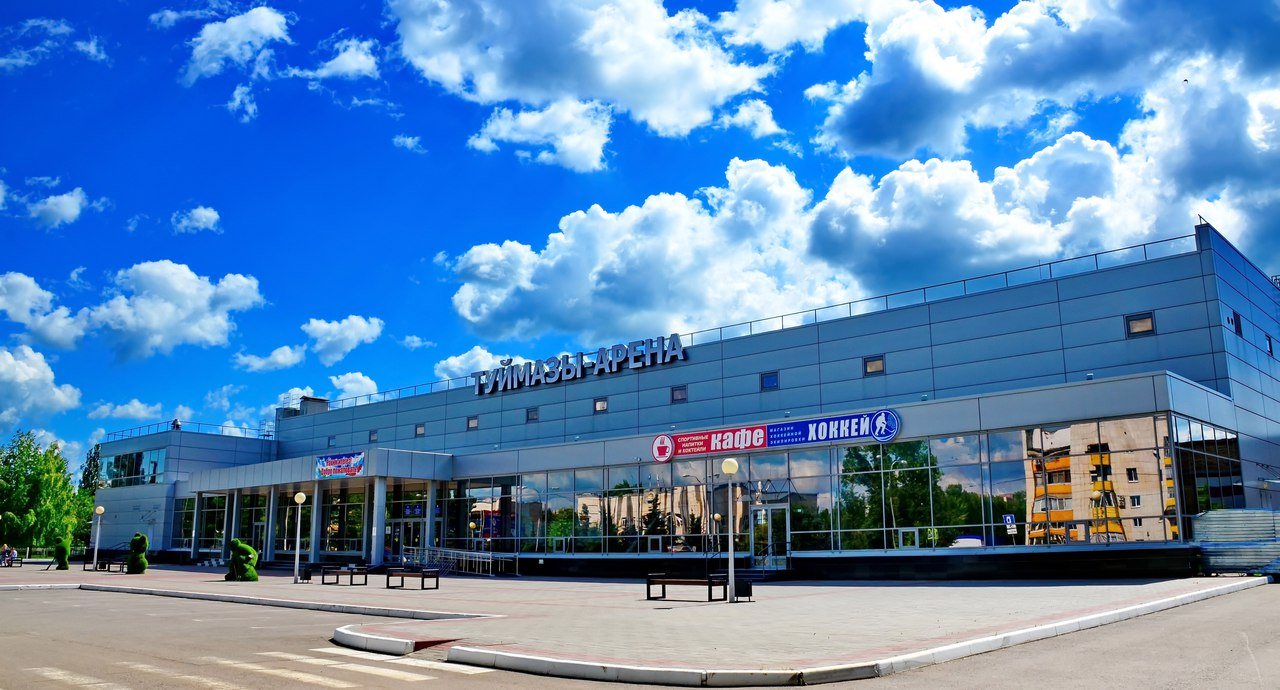
УСЛК Туймазы-Арена имени С. Н. Гимаева

Всего в городе Туймазы и в районе культивируется 62 вида спорта. Ведущими видами являются: волейбол, самбо, дзюдо, бокс, кикбоксинг, шахматы, плавание, лёгкая атлетика, бильярд, национальная борьба куреш и борьба на поясах, хоккей, футбол.
Команда муниципального района ежегодно принимает активное участие в комплексной Спартакиаде РБ среди инвалидов, входит в число лидеров в своей подгруппе.
Спортивные сооружения: МАУ СОК «Олимпиец», УСЛК «„Туймазы-Арена“ имени С. Н. Гимаева». В 2018 году открылась 2-я очередь УСЛК Туймазы-Арена имени С. Н. Гимаева с современным игровым залом 40×60 м и 10-ю раздевалками. На стадионе «Спартак» г. Туймазы уложено современное искусственное поле. В 2017—2018 гг. построены шесть универсальных спортивных площадок с синтетическим покрытием, и 8 площадок со спортивным оборудованием и тренажёрами. В 2019 году в городском парке культуры и отдыха г. Туймазы состоялось открытие спортивной площадки для инвалидов.

## Средства массовой информации
Издаётся газета «Туймазинский вестник» на русском и татарском языках. Телекомпания «Туймазы» три раза в неделю выпускает в эфир информационно-новостную программу «Объектив» на русском языке.

## Религия
Мечети:
- Мечеть Аль-Фатиха;
- Мечеть пророка Ильяса

Православные храмы:
- Церковь Андрея Первозванного

## Известные жители и уроженцы
- Арсланов, Амир Султанович (25 сентября 1926 — 23 февраля 1987) — живописец, Заслуженный художник Башкирской АССР (1986).
- Арсланов, Тимер Гареевич (1 мая 1915 — 19 марта 1980) — башкирский поэт-сатирик, член Союза писателей БАССР (1942), участник советско-финской и Великой отечественной войн.
- Аслаев, Нуриман Саитгареевич (род. 13 апреля 1939) — нефтяник, Почётный нефтяник СССР (1986), лауреат Государственной премии СССР (1989), Заслуженный нефтяник Республики Башкортостан (1994).
- Ахмет Шакири (1920— февраль 1943) — советский башкирский поэт, переводчик.
- Аюпов, Рафгетдин Талипович (15 марта 1914 — 19 декабря 1987) — нефтяник, машинист нефтеперекачивающей станции, Герой Социалистического Труда (1966).
- Большаков, Виктор Григорьевич (9 июня 1938 года — 13 апреля 2015) — водитель автотранспортного предприятия треста «Востокнефтепроводстрой», полный кавалер Ордена Трудовой Славы (1984).
- Бурангулова, Рамиля Мунаваровна (род. 11 июля 1961) — советская и российская легкоатлетка, Мастер спорта России международного класса.
- Валиуллин, Ренат Абдуллинович (род. 20 сентября 1947) — советский и российский художник, член Союза художников РФ (1993), Заслуженный художник Республики Башкортостан (1997).
- Габдрашитов, Фазулла Габдуллинович (25 октября 1903 — 5 апреля 1975) — пулемётчик 2-го эскадрона 60-го гвардейского кавалерийского полка 16-й гвардейской кавалерийской дивизии 7-го гвардейского кавалерийского корпуса 61-й армии Центрального фронта, гвардии рядовой, Герой Советского Союза (1944).
- Гайфуллина, Рамзия Мударисовна (род. 12 декабря 1938) — зоотехник колхоза имени А. Матросова РБ, Герой Социалистического Труда (1960).
- Гареев Зявдат Шарипович. Родился в 1953 году в селе Балтаево Туймазинского района БАССР. В 1980 году закончил Уфимскую специальную школу подготовки начальствующего состава МВД СССР, в 1987 году — Академию МВД СССР. С 1991 по 1999 год — начальник Туймазинского ГРОВД, 1999—2003 — заместитель начальника штаба — начальник оперативного управления МВД по Республике Башкортостан. С 2002 по 2006 год — начальник Ишимбайского ГРОВД. Награжден правительственными наградами, в 1998 г. — награжден Почетной грамотой Республики Башкортостан. Полковник милиции в отставке[34].[неавторитетный источник]
- Даутов Акрам Сунагатович (17 ноября 1914—1986) — композитор, автор более 700 песен, Заслуженный работник культуры БАССР (1966), Участник Великой Отечественной войны.
- Ёлкин, Иван Сергеевич (22 марта 1924 — 3 апреля 1991) — подполковник, участник Великой Отечественной войны, Герой Советского Союза (1945).
- Зиганшин, Камиль Фарухшинович (род. 15 марта 1950) — писатель, член Союза писателей Республики Башкортостан (1995), Заслуженный работник культуры Республики Башкортостан (2004), Заслуженный работник культуры Российской Федерации (2011), Международная литературная премия имени П. П. Ершова за произведения для детей и юношества (2014), Медаль Василия Шукшина — Всероссийская общественная награда за большой вклад в многонациональную российскую литературу (2014), Медаль лауреата Международной премии имени М. М. Шолохова (2015), Всероссийская литературная премия имени Андрея Платонова (2016), Большая литературная премия России (2016), Международная литературная премия имени И. А. Гончарова в номинации «Мастер литературного слова» (2018), Член Союза писателей России, член Правления Союза писателей России (2018), Учредитель премий «Рыцарь леса», «Уфимская куничка» и «Юные дарования Туймазинского района».
- Ихин, Каюм Гимазетдинович (5 марта 1931 — 5 апреля 2018) — бригадир вышкомонтажного цеха Нефтекамского управления буровых работ производственного объединения «Башнефть», Герой Социалистического Труда (1966), Заслуженный энергетик Башкирской АССР (1970), Заслуженный нефтяник Башкирской АССР (1976), Почётный нефтяник СССР (1981), депутат Верховного Совета РСФСР X созыва (1980—1985).
- Ишкильдин, Люцир Мирзаянович (род. 20 июля 1939) — бригадир водителей самосвалов Учалинского горно-обогатительного комбината, полный кавалер ордена Трудовой Славы, Почётный горняк СССР (1979).
- Кочетков, Афанасий Иванович (9 марта 1930 — 24 июня 2004) — советский и российский актёр. Народный артист РСФСР (1976). Учился в средней школе города Туймазы
- Лысенков, Алексей Максимович (19 сентября 1916 — 19 марта 1945) — командир батареи самоходной артиллерийской установки (САУ) 1458-го самоходного артиллерийского полка 5-го гвардейского танкового корпуса 6-й танковой армии 2-го Украинского фронта, младший лейтенант, Герой Советского Союза (1944).
- Махмутов, Фавир Шарифуллинович (2 августа 1939 — 21 июля 1988) — машинист крана-трубоукладчика строительного управления № 5 треста «Востокнефтепроводстрой», полный кавалер ордена Трудовой Славы.
- Минниханова, Наиля Наильевна — татарская поэтесса, член Союза писателей Татарстана с 2006 года, лауреат межрегионального фестиваля поэзии «Родники вдохновения» (Белебей, 1998).
- Мирзагитов, Асхат Масгутович (13 октября 1928 — 24 ноября 1989) — башкирский драматург, актёр, переводчик, председатель правления Союза писателей БАССР (1973—1988), Председатель Президиума Верховного Совета Башкирской АССР X и XI созывов (1980—1989).
- Нафиков, Галимьян Харисович (6 декабря 1938 — 28 июля 2011) — строитель, начальник управления КМСУ-3 треста «Нефтепроводмонтаж», Герой Социалистического Труда (1973).
- Сайфуллина, Райса Гарифовна (6 декабря 1931 — 11 октября 2013) — театральная актриса, Заслуженная артистка БАССР (1968), Народная артистка Республики Башкортостан (1986).
- Сафуанов, Суфиян Гаязович (1931—2009) — писатель, филолог, литературовед, член Союза писателей БАССР (1963), Заслуженный деятель науки Башкирской АССР (1981).
- Сиразетдинов Муса Шарафутдинович (Муса Сиражи) (1 февраля 1939 — 14 сентября 2019) — поэт, публицист, общественный деятель, Лауреат премии им. Ф. Карима, заслуженный работник культуры России и Республики Башкортостан.
- Фаррахов, Юсуп Тимербаевич (20 апреля 1935 — 31 января 2001) — лесник, лауреат Государственной премии СССР (1983).
- Хазиев, Галимзян Мухаметшинович (11 июля 1930 — 2 февраля 2021) — советский работник нефтяной промышленности, Заслуженный нефтяник ТАССР (1981), Почётный нефтяник СССР (1981), Герой Социалистического Труда (1971).
- Халиуллин, Айрат Насибуллович (16 мая 1934 — 12 июля 2000) — бригадир механизированной колонны строительного управления № 3 треста «Востокнефтепроводстрой», Герой Социалистического Труда (1964).

## Памятники

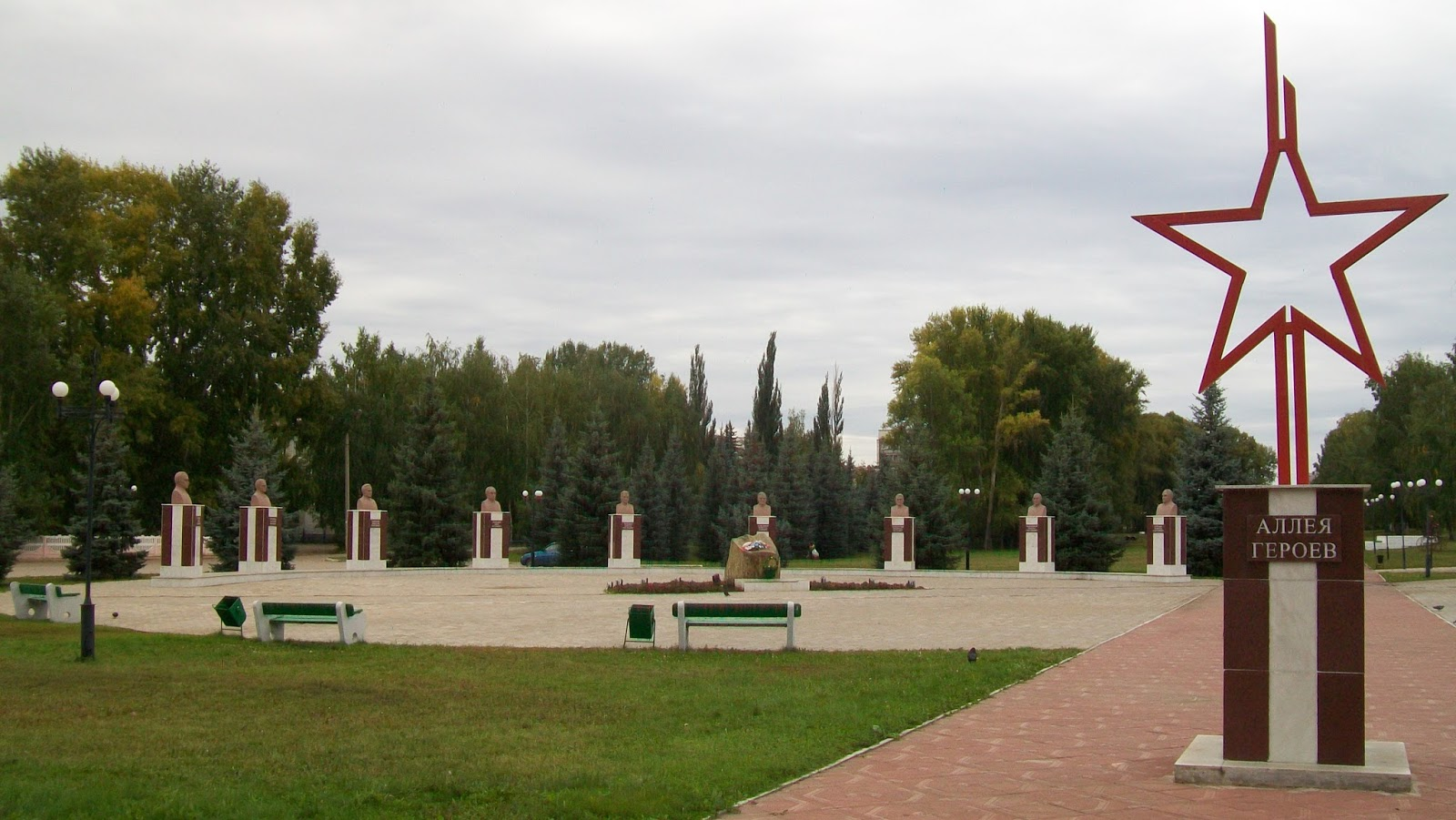
Аллея Героев (9 бюстов Героев Советского Союза)

Аллея Героев (9 бюстов Героев Советского Союза).

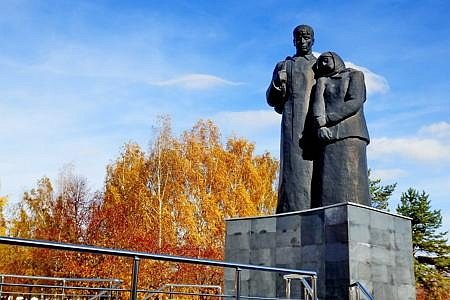
Памятник «Скорбящая мать». 70 лет Октября
Памятник учителям и учащимся СШ № 1, погибшим в Великой Отечественной войне.

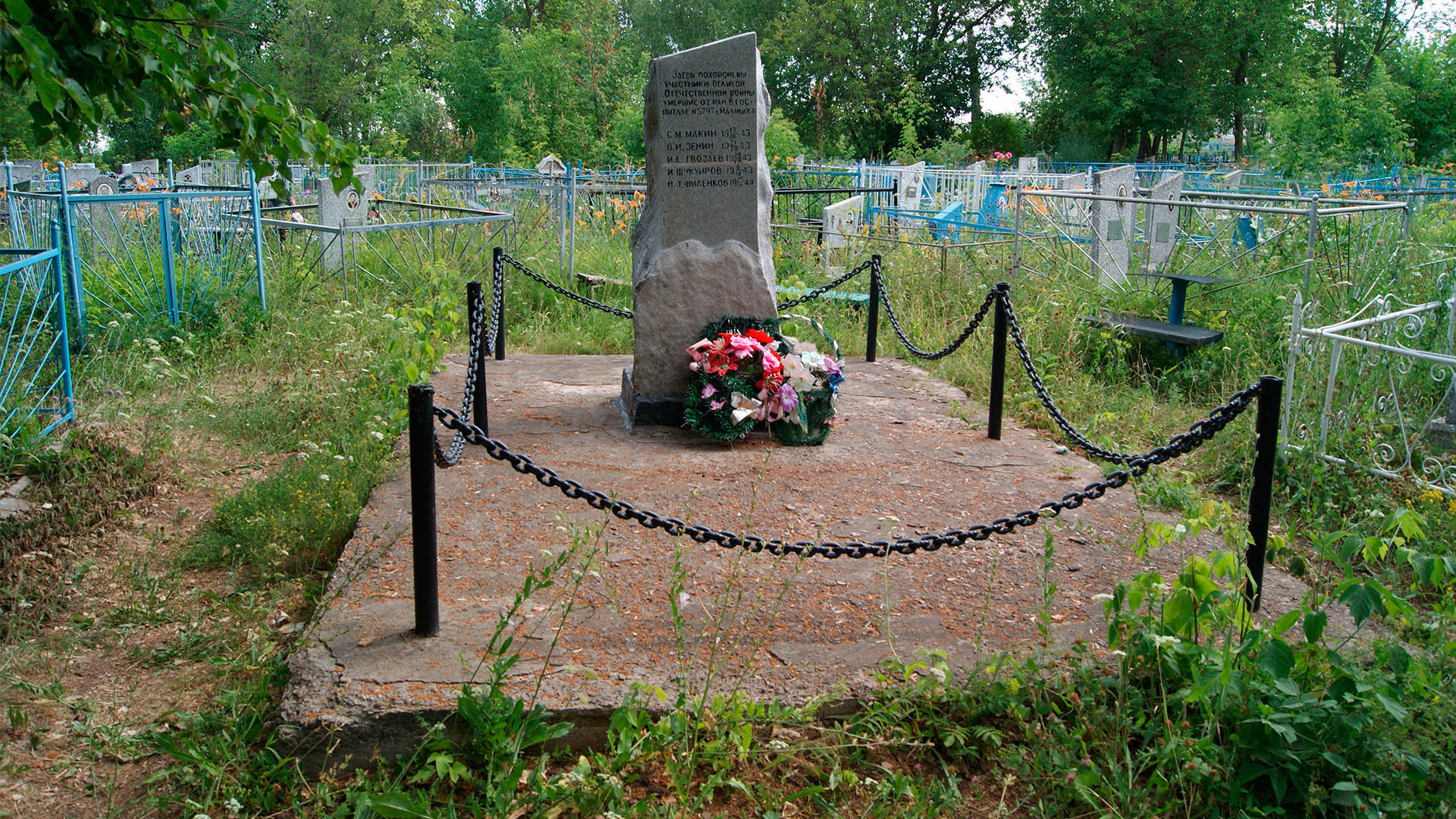
Братская могила воинов-красноармейцев, умерших от ран в эвакогоспитале № 3043

Братская могила воинов-красноармейцев, умерших от ран в эвакогоспитале № 3043.
Обелиск участникам Великой Отечественной войны.

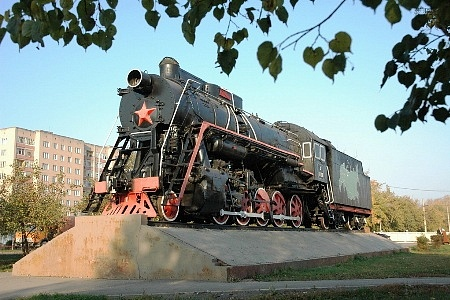
Памятник Первому паровозу. 70 лет Октября
Памятник ликвидаторам техногенных катастроф.

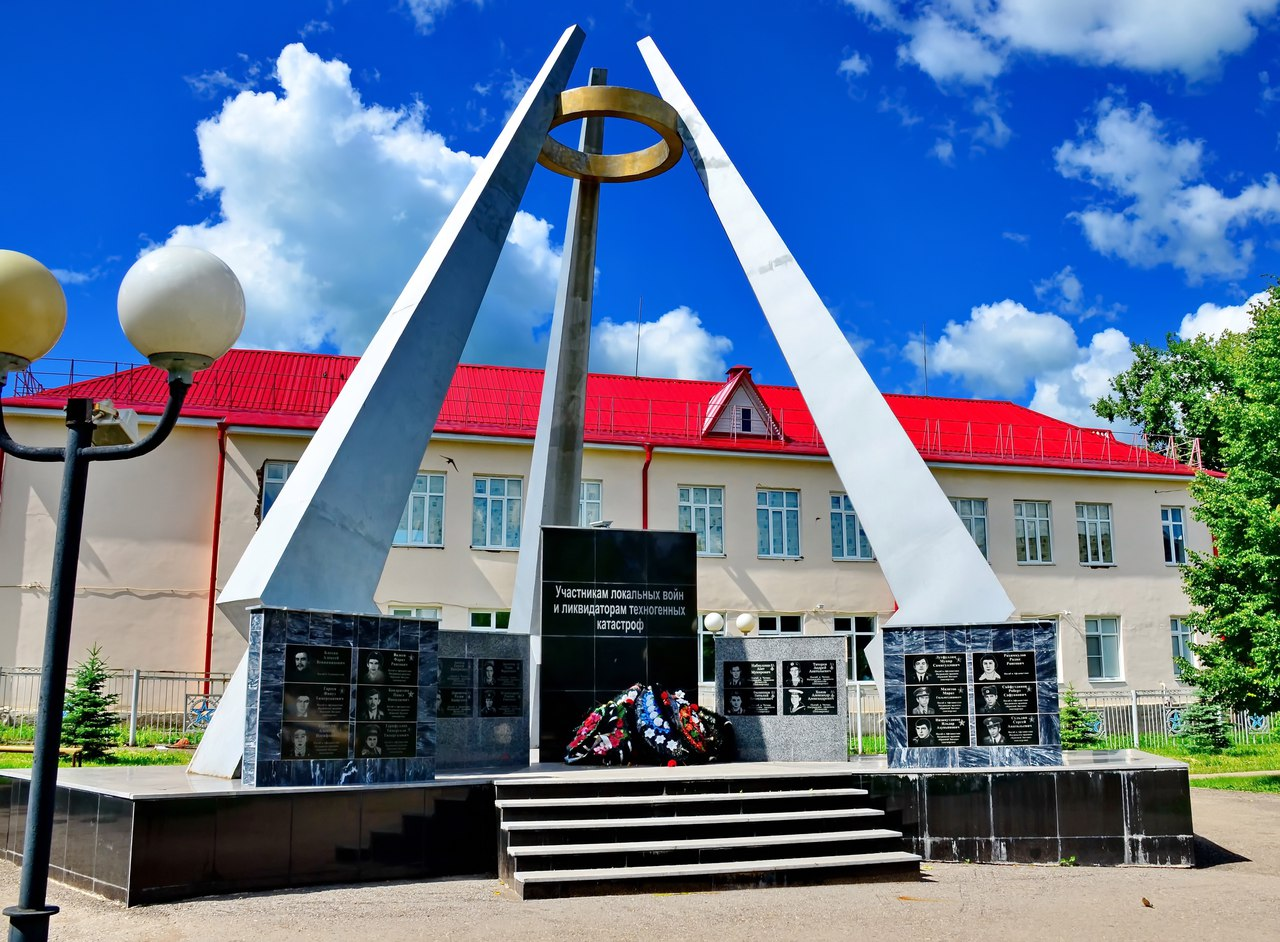

Памятник воинам-интернационалистам.